# Daniszów (województwo mazowieckie)
Daniszów – wieś w Polsce, w województwie mazowieckim, w powiecie lipskim, w gminie Lipsko, przy drodze krajowej nr 79.
Do 2023 miejscowość była przysiółkiem wsi Walentynów.
Wierni Kościoła rzymskokatolickiego należą do parafii Świętej Trójcy w Lipsku.
Prywatna wieś szlachecka, położona była w drugiej połowie XVI wieku w powiecie radomskim województwa sandomierskiego. 
W latach 1954–1967 wieś należała i była siedzibą władz gromady Daniszów, po jej zniesieniu w gromadzie Maruszów. W latach 1975–1998 przysiółek administracyjnie należał do województwa radomskiego.